# Gabriela Oviedo
Gabriela Oviedo Serrate (Santa Cruz de la Sierra, Bolivia, 22 de noviembre de 1982) es una reina de belleza, publicista, modelo y presentadora de televisión boliviana. Fue la Miss Bolivia Universo 2003.

## Biografía
Gabriela Oviedo nació el 22 de noviembre de 1982 en la ciudad de Santa Cruz de la Sierra. Es hija de Gabriela Serrate (n.1948) quien desempeñó el papel de padre y madre para Gabriela Oviedo, pues además de ser hija única, creció sin su padre.
Comenzó sus estudios escolares en 1988, saliendo bachiller el año 2000 del colegio Domingo Savio de su ciudad natal. Ingresó a estudiar la carrera de Comercio Internacional en la Universidad Privada de Santa Cruz de la Sierra (UPSA), pero debido a su ingreso al modelaje, Gabriela Oviedo no pudo concluir dicha carrera.

### Modelaje
Gabriela Oviedo decidió ingresar al mundo del modelaje participando en el concurso de belleza del "Miss Santa Cruz 2003". Pero solamente logró obtener el cuarto lugar pues en primer lugar salió elegida Cecilia Justiniano como Miss Santa Cruz, en segundo lugar salió Muriel Cruz Claros como la Señorita Santa Cruz, el tercer lugar lo ocupó Claudia Azaeda como Miss Litoral y ya finalmente en último lugar salió Gabriela Oviedo con el título de Señorita Litoral.

### Miss Bolivia 2003
Gabriela Oviedo participó en el Miss Bolivia con el título de Señorita Litoral 2003 A pesar de no estar entre los primeros lugares del Miss Santa Cruz ni ser una de las candidatas favoritas para ganar la corona, Gabriela Oviedo logró sorprender a todos, al obtener el primer lugar,  saliendo elegida como la Miss Bolivia Universo 2003. Este título le daría el derecho de participar en el Miss Universo 2004.

### Miss Universo 2004 y controversia por declaraciones
Pero sería durante el Miss Universo 2004, donde Gabriela Oviedo lanzaría su famosa frase que la llevaría a la fama, no solo a nivel nacional sino también internacional. La polémica surgió cuando días previos antes del concurso, los organizadores del certamen de belleza entrevistaron a Gabriela Oviedo y le hicieron la siguiente pregunta en idioma inglés:
“¿Cuál es uno de los conceptos erróneos más grande de tu país?"
A la que Gabriela Oviedo respondió también en inglés lo siguiente:

Um... desafortunadamente, la gente que no conoce mucho sobre Bolivia piensan que todos somos indígenas del lado oeste del país, es La Paz la imagen que refleja eso, esa gente pobre y gente de baja estatura y gente indígena... Yo soy del otro lado del país, del lado este, que no es frío, es muy caliente, nosotros somos altos y somos gente blanca y sabemos inglés y ese concepto erróneo que Bolivia es solo un país andino está equivocado.

Miss Bolivia 2003 Gabriela Oviedo, (26 de mayo de 2004).

Sus declaraciones causaron un revuelo inusitado en ambos lados del país.
Sus declaraciones fueron catalogadas en esa época como racistas y discriminadoras, sin fundamento e irreales (pues existen también muchos pueblos indígenas en la región oriental de Bolivia). 
La entonces viceministra de Cultura, María Isabel Álvarez Plata, consideró que sus dichos fueron racistas y  regionalistas. Causó tal revuelo que  se crearon memes irónicos e insultantes hacia la ex-Miss Bolivia.[cita requerida]